# Dom Rodrigo
O Dom Rodrigo, também grafado Dom-Rodrigo, é um doce tradicional da cidade de Lagos, na região do Algarve, em Portugal. Também são conhecidos como rodriguinhos.

## Descrição
O Dom Rodrigo é um dos doces mais conhecidos no Algarve, sendo um exemplo da culinária com produtos endógenos da região, especialmente a amêndoa, da qual usa o miolo. Os outros ingredientes são fios de ovos, ovos-moles, água, açúcar e canela.
Tal como a maioria da doçaria conventual portuguesa, a base é a mistura de ovos e açúcar, sendo também utilizados outros ingredientes, como miolo de amêndoa. Os ovos são utilizados de duas formas, tanto em fios com as gemas.
Em termos de apresentação, os doces Dom Rodrigo foram servidos de três maneiras, ao longo da sua história: em forma de rebuçados, em taças de porcelana ou de vidro, sendo desta forma comidos com uma colher, e embrulhados em papel metalizado, em tons prateados ou coloridos. Esta última apresentação é a mais comum. Um dos principais eventos onde participa o Dom Rodrigo é a Arte Doce, organizada anualmente pela Câmara Municipal de Lagos.

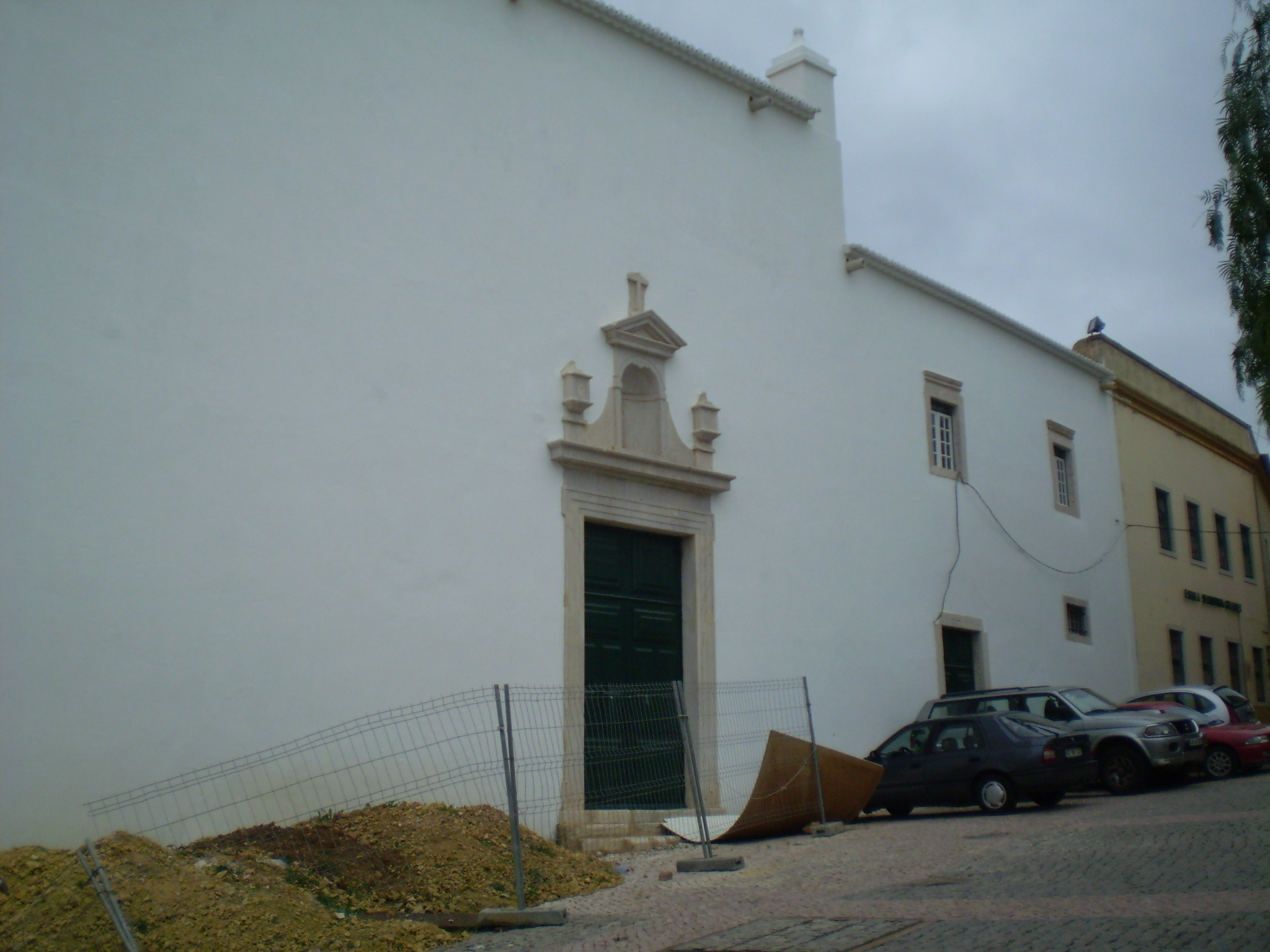
Entrada da Igreja no Convento de Nossa Senhora do Carmo, em 2008.

## História
O doce Dom Rodrigo terá provavelmente originado no Convento de Nossa Senhora do Carmo, sendo a tradição popular de que terá sido sido produzido para agradar o governador e capitão general do Algarve, D. Rodrigo de Menezes, do qual o doce tirou o nome. Na primeira metade do século XX, a casa Taquelim Gonçalves, que é o mais antigo estabelecimento de doces regionais em Lagos, passou a apresentar o Dom Rodrigo embrulhado em papel de alumínio, primeiro em cor de prata e depois noutros tons, de forma a tornar-se mais atraente para os compradores.
Este doce é uma das receitas tradicionais de Lagos, sendo considerado, devido à sua antiguidade, como parte do património cultural da cidade, pelo que foi alvo de um conjunto de iniciativas por parte da Câmara Municipal de Lagos para a sua preservação.
Na edição de 2019 da Arte Doce, a principal atracção foi um Dom Rodrigo gigante, com 125,4 Kg, que foi certificado como o maior do mundo por um juiz da associação Guinness World Records. A criação deste doce gigante foi promovida pela autarquia de Lagos e feita por cozinheiras locais ao longo de três dias, nas instalações da Escola EB 2,3 Tecnopolis de Lagos, tendo sido utilizados 372 ovos inteiros, 2940 gemas, 229 Kg de açúcar, 18 Kg de miolo de amêndoa, 45 l de água e 360 gr de canela. Outra iniciativa da autarquia para a divulgação do Dom Rodrigo foi a sua inscrição no concurso 7 Maravilhas Doces de Portugal. A Câmara Municipal de Lagos procurou igualmente certificar o doce, através da criação de um selo de qualidade, medida que já foi tomada noutros locais do país, como aconteceu com os Ovos moles de Aveiro e os Pastéis de Tentúgal que foram classificados como sendo de Classificação Geográfica Protegida.

## Leitura recomendada
- Livro da doçaria conventual portuguesa. Lisboa: Plural. 2019. 241 páginas. ISBN 978-989-54579-3-9
- CASTRO, Cristina (2017). A doçaria portuguesa: Sul. [S.l.]: Ficta. 250 páginas. ISBN 978-989-99714-1-7
- MARTINS, José António (2019). Dom Rodrigo: o mais famoso doce do Algarve: tradição, história, receitas. Albufeira e Lagos: Arandis e Câmara Municipal de Lagos. 100 páginas. ISBN 978-989-8769-98-5